# Skalp

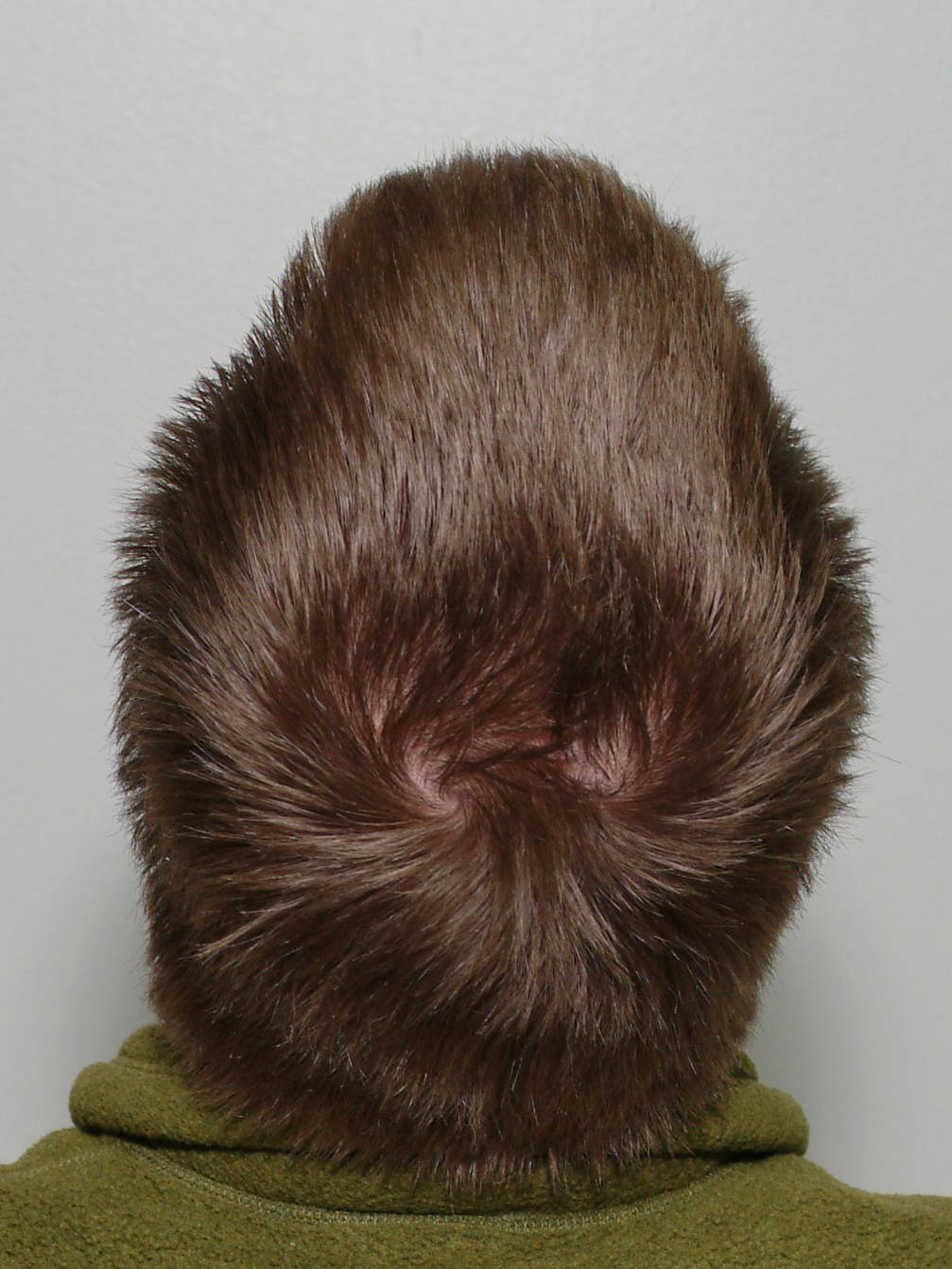
Skalp med dubbla virvlar.

Skalpen (även kallad huvudsvål och epicránium) är mjukdelarna, som finns utanpå skallen, vilka består av benhinna (periosteum), muskelsenplatta (galea aponeurotica), bindväv och hud. Från skalpen växer också det hår som finns på huvudet.
Det finns rikligt med blodkärl i skalpen. På skalpen kan man få sjukdomar som mjäll och cutis verticis gyrata.
Ordet skalp härstammar från medeltidsengelskans scalp(e) 'skalle'; förmodligen ytterst av nordgermanskt ursprung.